# Канацький соціалістичний фронт національного визволення
Канацький соціалістичний фронт національного визволення (фр. Front de libération nationale kanak et socialiste, скорочено FLNKS) — радикальний альянс політичних партій, що виступає за незалежність Нової Каледонії. Був утворений 24 вересня 1984 року. Його прибічниками є, головним чином, представники корінного населення країни — канаків, але має своїх прихильників і серед інших етнічних громад.
Рух стоїть на позиціях меланезійського соціалізму, який поєднує європейські соціалістичні теорії з християнськими цінностями і місцевими меланезійськими культурно-релігійними традиціями. Комбінація цих ідей визначає особливий меланезійський шлях до соціалізму.
На цій ідеологічній основі FLNKS домагається набуття незалежності Новою Каледонією, а також відстоює ідею єдності країн Меланезії: Вануату, Нової Каледонії, Фіджі, Соломонових Островів, Папуа Нової Гвінеї.

## Склад FLNKS
До складу FLNKS входить ряд лівих партій і організацій, серед яких основними є:
- Каледонський союз (фр. Union calédonienne, скорочено UC) — лівоцентристська, спочатку багатонаціональна і лояльна до французької адміністрації політична сила, що виникла після Другої світової війни. Виступала за надання автономії Новій Каледонії. Згодом помітно радикалізувалася у відповідь на централістські реформи Шарля де Голля. Нині підтримує надання острову статусу вільно асоційованої території, що відрізняє її від інших учасників фронту, які стоять на позиціях повної незалежності.
- Партія визволення канаків (фр. Parti de libération kanak, скорочено PALIKA) — ліворадикальний рух, заснований в 1975 році випускниками французьких університетів, як марксистська партія. PALIKA завжди дотримувалася революційних поглядів на майбутнє Нової Каледонії (незалежна республіка, націоналізація основних галузей економіки, повернення земель у власність канацьких громад), чим відрізнялася від помірного у поглядах Каледонського союзу. Ці розбіжності стали причиною того, що після Матіньонської угоди PALIKA виставила на виборах 1995 року на півночі острова окремий від Канацького соціалістичного фронту національного визволення список під назвою «Національний союз за незалежність». У 1999 році Партія визволення канаків і Каледонський союз очолили окремі виборчі списки в усіх трьох провінціях.
- Меланезійський прогресивний союз (фр. Union progressiste mélanésienne, скорочено UPM) — об'єднання, що виступає за незалежність території. Має обмежену підтримку корінного населення, в основному на західному узбережжі головного острова, де в селі Пойя народився його покійний засновник Едмон Некіріаї. UPM був заснований в 1974 році меланезійцями, що вийшли з Каледонського союзу через незгоду з політикою його керівництва. Свого часу Меланезійський прогресивний союз займав ліворадикальні позиції, дотримувався троцькістської орієнтації і співпрацював з Революційною комуністичною лігою.
- Океанійський демократичний рух (фр. Rassemblement démocratique océanien, скорочено RDO) — партія соціалістичного спрямування, що об'єднує полінезійців, вихідців з островів Волліс і Футуна.

## Історія
Ідеї меланезійської соціалізму, що зародилися в Вануату, були взяті на озброєння сформованим в 1979 році Фронтом за незалежність (фр. Front indépendantiste), який об'єднав п'ять політичних партій і організацій. Його наступником став Канацький соціалістичний фронт національного визволення, заснований на установчій конференції 22-24 вересня 1984 року.
Спочатку Фронт закликав до громадянської непокори і розпочав свою діяльність з бойкоту територіальних виборів 1984 року. З 1985 року FLNKS, очолюваний Жаном-Марі Чибоу (фр. Jean-Marie Tjibaou), що не відбувся священиком і випускником Сорбонни, фахівцем в області етнології, вів агітацію за створення незалежної держави Канаки (фр. Kanaky), навіть символічно проголосив її незалежність. 2 грудня 1986 року, завдяки підтримці Форуму тихоокеанських островів і Руху Неприєднання, FLNKS домігся позитивного голосування на Генеральній Асамблеї ООН за визнання невід'ємного права народу Нової Каледонії на самовизначення і незалежність. У жовтні 1987 року Чибоу навіть представив ООН проект Конституції Республіки Канаки (фр. République de Kanaky).
В кінці 1980-х років виступи за незалежність Нової Каледонії особливо активізувалися, вони прийняли характер масових демонстрацій, акцій громадянської непокори, мали місце зіткнення з правоохоронними органами та відверта збройна партизанська боротьба. 1987 року FLNKS бойкотувала референдум за незалежність.
Напруженість досягла свого піку в квітні-травні 1988 року, коли, внаслідок розпочатих заворушень, бійці Канацького соціалістичного фронту національного визволення захопили на острові Увеа 27 заручників, серед яких французького жандарма і суддю. Була поставлена вимога негайного надання незалежності Новій Каледонії. Однак французький уряд відкинув будь-які переговори з бунтівниками і здійснив силову акцію, в ході якої було вбито 19 канаків, причому більша частина їх була страчена вже після припинення опору; ніхто із заручників не постраждав.
Громадськість була шокована трагедією на Увеа і неадекватним використанням владою сили, і французька адміністрація була змушена піти на значні поступки. Конфлікт був погашений, коли Жак Лефлер (фр. Jacques Lafleur), як представник прем'єр-міністра Франції Мішеля Рокара, і Жан-Марі Чибоу 26 червня 1988 року підписали Матіньонську угоду (фр. Accords de Matignon). Угода, зокрема, скасовувала посаду верховного комісара, який раніше здійснював пряме управління Нової Каледонії. Учасники подій на Увеа були амністовані, новий референдум про незалежність домовлено було провести 1988 року, а FLNKS зобов'язувався протягом цих 10 років не піднімати питання про надання країні незалежності. Сам Чибоу і Єйвене Єйвене (фр. Yeiwéné Yeiwéné), особа номер 2 в FLNKS, були вбиті в травні 1989 року канацькими екстремістами, які не підтримали Матіньонської угоди. На перших провінційних виборах, що відбулись 11 червня 1989 року представники FLNKS перемогли в двох із трьох провінціях Нової Каледонії, а саме в Північній провінції і провінції Острови Луайоте.
На виборах 1995 року виявилися перші розбіжності в лавах FLNKS, представники Каледонського союзу і Національного союзу за незалежність (фр. Union nationale pour l'indépendance, скорочено UNI, до його складу входили, зокрема, PALIKA, UPM і RDO) не могли між собою домовитись стосовно висунення спільних кандидатів. Далі конфлікт між Каледонським союзом і Партією визволення канаків лише загострювався. На провінційні вибори 1999 року партії йшли окремими списками. 26-й з'їзд FLNKS, який відбувся 2003 року, лише підкреслив глибокий розкол між UNI і UC. Спроба нового об'єднання була зроблена напередодні виборів 2007 року, партії виставили спільних кандидатів, але вони зазнали поразки.